# Sea Isle City
Sea Isle City est une ville du comté de Cape May au New Jersey, aux États-Unis.